# Ouse to Ouse Tock
O Ouse to Ouse Tock, também chamada de House to House Talk foi uma quarentena de três dias em Serra Leoa, decretada de 19 de setembro de 2014 a 21 de setembro de 2014. Foi parte de um esforço para combater a epidemia do vírus Ebola no país, que também atingiu boa parte de África Ocidental. Um dos objetivos era reduzir a transmissão dentro das famílias, de modo que as casas individuais eram visitadas. Havia a preocupação de que algumas famílias estivessem abrigando casos de ebola e que houvesse falta de conhecimento sobre a doença.
A população inteira teve um bloqueio imposto de três dias de 19 a 21 de setembro de 2014. Durante este período, 28.500 trabalhadores comunitários treinados, além de voluntários em 7.000 equipes foram de porta em porta fornecendo informações sobre como prevenir a infecção, bem como a criação de equipes comunitárias de vigilância do Ebola. A campanha foi chamada de Ouse a Ouse Tock na língua Krio, que significa conversa de casa em casa. Nessa época, somente em Serra Leoa, mais de 400 pessoas morreram de Ebola.
Em 22 de setembro, o chefe do Centro de Operações de Emergência de Ebola, Stephen Gaojia, afirmou que o bloqueio de três dias havia alcançado seu objetivo e não seria estendido. Cerca de 80% das famílias selecionadas foram alcançadas na operação. Inicialmente, um total de cerca de 150 novos casos foram descobertos, embora isso tenha sido ajustado quando o Ministério da Saúde recebeu relatórios de locais remotos. Um incidente durante o bloqueio ocorreu quando uma equipe de enterro foi atacada.